# Stroud (Oklahoma)
Stroud is een plaats (city) in de Amerikaanse staat Oklahoma, en valt bestuurlijk gezien onder Creek County en Lincoln County.

## Demografie
Bij de volkstelling in 2000 werd het aantal inwoners vastgesteld op 2758.
In 2006 is het aantal inwoners door het United States Census Bureau geschat op 2775, een stijging van 17 (0.6%).

## Geografie
Volgens het United States Census Bureau beslaat de plaats een oppervlakte van
32,4 km², waarvan 29,8 km² land en 2,6 km² water.

## Plaatsen in de nabije omgeving
De onderstaande figuur toont nabijgelegen plaatsen in een straal van 24 km rond Stroud.